# Sant’Agata
A Sant’Agata egy olaszországi folyó. Az Aspromonte hegységben ered, átszeli Reggio Calabria megyét, majd Reggio Calabria városát átszelve Reggio Calabria repülőtér mellett Messinai-szorosba ömlik. Nyáron gyakran kiszárad, télen viszont a nagy mennyiségű lehulló csapadéknak köszönhetően bővizű.